# Copa del Generalísimo de fútbol 1962-63
La Copa del Generalísimo de fútbol 1962-63 fue la edición número 59 de dicha competición española. Contó con la participación de 48 equipos.

## Ronda previa

### Cuadro
| Equipo 1                   | Agr. | Equipo 2                | Ida | Vuelta | 3er partido | 4.º partido |
| -------------------------- | ---- | ----------------------- | --- | ------ | ----------- | ----------- |
| Real Jaén C. F.            | 4-3  | C. D. Basconia          | 2-0 | 2-3    |             |             |
| Cádiz C. F.                | 5-4  | R. C. D. Español        | 3-1 | 0-2    | 2-1         |             |
| C. D. Constancia           | 4-5  | Sevilla Atlético C.     | 2-1 | 1-2    | 0-0         | 1-2         |
| Hércules C. F.             | 2-0  | R. C. Celta de Vigo     | 1-0 | 1-0    |             |             |
| R. C. Recreativo de Huelva | 1-3  | Real Gijón              | 1-0 | 0-1    | 0-2         |             |
| S. D. Indauchu             | 1-5  | C. D. Eldense           | 1-0 | 0-5    |             |             |
| U. P. Langreo              | 1-4  | U. D. Las Palmas        | 1-1 | 0-3    |             |             |
| Pontevedra C. F.           | 2-3  | C. D. Mestalla          | 1-1 | 1-2    |             |             |
| C. D. Tenerife             | 3-1  | C. D. Atlético Baleares | 3-0 | 0-1    |             |             |
| Real Santander S. D.       | 1-3  | C. D. Cartagena         | 0-2 | 1-1    |             |             |
| Levante U. D.              | 5-4  | Burgos C. F.            | 3-1 | 1-3    | 1-0         |             |
| C. D. Sabadell C. F.       | 0-6  | Granada C. F.           | 0-3 | 0-3    |             |             |
| U. D. Salamanca            | 6-7  | C. D. San Fernando      | 4-0 | 0-4    | 1-1         | 1-2         |
| A. D. Plus Ultra           | 2-3  | Real Sociedad de F.     | 1-0 | 1-3    |             |             |
| Real Murcia C. F.          | 3-1  | C. D. Orense            | 1-0 | 2-1    |             |             |
| Melilla C. F.              | 3-4  | Deportivo Alavés        | 2-0 | 1-4    |             |             |

### Partidos
| Ida; 25 de noviembre de 1962 | Real Jaén C. F. | 2:0 | C. D. Basconia |  |  |

| Vuelta; 02 de diciembre de 1962 | C. D. Basconia | 3:2 (Global 3:4) | Real Jaén C. F. |  |  |

| Ida; 25 de noviembre de 1962 | Cádiz C. F. | 3:1 | R. C. D. Español |  |  |

| Vuelta; 02 de diciembre de 1962 | R. C. D. Español | 2:0 | Cádiz C. F. |  |  |

| Desempate; 13 de febrero de 1963 | Cádiz C. F. | 2:1 (Global 5:4) | R. C. D. Español |  |  |

| Ida; 25 de noviembre de 1962 | C. D. Constancia | 2:1 | Sevilla Atlético C. |  |  |

| Vuelta; 02 de diciembre de 1962 | Sevilla Atlético C. | 2:1 | C. D. Constancia |  |  |

| Desempate; 20 de diciembre de 1962 | C. D. Constancia | 0:0 | Sevilla Atlético C. |  |  |

| 06 de febrero de 1963 | Sevilla Atlético C. | 2:1 (Global 5:4) | C. D. Constancia |  |  |

| Ida; 25 de noviembre de 1962 | Hércules C. F. | 1:0 | R. C. Celta de Vigo |  |  |

| Vuelta; 02 de diciembre de 1962 | R. C. Celta de Vigo | 0:1 (Global 0:2) | Hércules C. F. |  |  |

| Ida; 25 de noviembre de 1962 | R. C. Recreativo de Huelva | 1:0 | Real Gijón |  |  |

| Vuelta; 02 de diciembre de 1962 | Real Gijón | 1:0 | R. C. Recreativo de Huelva |  |  |

| Desempate; 10 de enero de 1963 | R. C. Recreativo de Huelva | 0:2 (Global 1:3) | Real Gijón |  |  |

| Ida; 25 de noviembre de 1962 | S. D. Indauchu | 1:0 | C. D. Eldense |  |  |

| Vuelta; 02 de diciembre de 1962 | C. D. Eldense | 5:0 (Global 5:1) | S. D. Indauchu |  |  |

| Ida; 25 de noviembre de 1962 | U. P. Langreo | 1:1 | U. D. Las Palmas |  |  |

| Vuelta; 02 de diciembre de 1962 | U. D. Las Palmas | 3:0 (Global 4:1) | U. P. Langreo |  |  |

| Ida; 25 de noviembre de 1962 | Pontevedra C. F. | 1:1 | C. D. Mestalla |  |  |

| Vuelta; 02 de diciembre de 1962 | C. D. Mestalla | 2:1 (Global 3:2) | Pontevedra C. F. |  |  |

| Ida; 25 de noviembre de 1962 | C. D. Tenerife | 3:0 | C. D. Atlético Baleares |  |  |

| Vuelta; 02 de diciembre de 1962 | C. D. Atlético Baleares | 1:0 (Global 1:3) | C. D. Tenerife |  |  |

| Ida; 25 de noviembre de 1962 | Real Santander S. D. | 0:2 | C. D. Cartagena |  |  |

| Vuelta; 02 de diciembre de 1962 | C. D. Cartagena | 1:1 (Global 3:1) | Real Santander S. D. |  |  |

| Ida; 25 de noviembre de 1962 | Levante U. D. | 3:1 | Burgos C. F. |  |  |

| Vuelta; 02 de diciembre de 1962 | Burgos C. F. | 3:1 | Levante U. D. |  |  |

| Desempate; 23 de enero de 1963 | Levante U. D. | 1:0 (Global 5:4) | Burgos C. F. |  |  |

| Ida; 25 de noviembre de 1962 | C. D. Sabadell C. F. | 0:3 | Granada C. F. |  |  |

| Vuelta; 02 de diciembre de 1962 | Granada C. F. | 3:0 (Global 6:0) | C. D. Sabadell C. F. |  |  |

| Ida; 25 de noviembre de 1962 | U. D. Salamanca | 4:0 | C. D. San Fernando |  |  |

| Vuelta; 02 de diciembre de 1962 | C. D. San Fernando | 4:0 | U. D. Salamanca |  |  |

| Desempate; 21 de febrero de 1963 | U. D. Salamanca | 1:1 | C. D. San Fernando |  |  |

| 19 de marzo de 1963 | C. D. San Fernando | 2:1 (Global 7:6) | U. D. Salamanca |  |  |

| Ida; 25 de noviembre de 1962 | A. D. Plus Ultra | 1:0 | Real Sociedad de F. |  |  |

| Vuelta; 02 de diciembre de 1962 | Real Sociedad de F. | 3:1 (Global 3:2) | A. D. Plus Ultra |  |  |

| Ida; 25 de noviembre de 1962 | Real Murcia C. F. | 1:0 | C. D. Orense |  |  |

| Vuelta; 02 de diciembre de 1962 | C. D. Orense | 1:2 (Global 1:3) | Real Murcia C. F. |  |  |

| Ida; 25 de noviembre de 1962 | Melilla C. F. | 2:0 | Deportivo Alavés |  |  |

| Vuelta; 02 de diciembre de 1962 | Deportivo Alavés | 4:1 (Global 4:3) | Melilla C. F. |  |  |

## Dieciseisavos de final

### Cuadro
| Equipo 1            | Agr. | Equipo 2                  | Ida | Vuelta | 3er partido |
| ------------------- | ---- | ------------------------- | --- | ------ | ----------- |
| Sevilla C. F.       | 3-0  | Real Jaén C. F.           | 2-0 | 1-0    |             |
| C. D. Mestalla      | 8-2  | R. C. D. Mallorca         | 3-2 | 5-0    |             |
| Deportivo Alavés    | 1-2  | C. D. Málaga              | 1-0 | 0-2    |             |
| Sevilla Atlético C. | 2-7  | C. Atlético de Bilbao     | 0-3 | 2-4    |             |
| Real Zaragoza C. D. | 8-2  | C. D. San Fernando        | 4-1 | 4-1    |             |
| Valencia C. F.      | 8-2  | C. D. Eldense             | 8-1 | 0-1    |             |
| C. F. Barcelona     | 3-2  | Real Murcia C. F.         | 3-1 | 0-1    |             |
| C. D. Tenerife      | 5-4  | C. Atlético Osasuna       | 4-2 | 1-2    |             |
| Real Sociedad de F. | 1-4  | Real Oviedo C. F.         | 0-3 | 1-1    |             |
| U. D. Las Palmas    | 1-5  | Real Betis Balompié       | 0-1 | 1-4    |             |
| Hércules C. F.      | 2-7  | C. Atlético de Madrid     | 2-3 | 0-4    |             |
| Granada C. F.       | 0-6  | Real Madrid C. F.         | 0-3 | 0-3    |             |
| Real Gijón          | 4-5  | Real Valladolid Deportivo | 2-1 | 1-2    | 1-2         |
| R. C. D. Coruña     | 2-4  | Levante U. D.             | 0-0 | 1-1    | 1-3         |
| C. D. Cartagena     | 4-5  | Elche C. F.               | 2-2 | 2-2    | 0-1         |
| Cádiz C. F.         | 2-5  | Córdoba C. F.             | 1-2 | 1-3    |             |

### Partidos
| Ida; 27 de abril de 1963 | Sevilla C. F. | 2:0 | Real Jaén C. F. |  |  |

| Vuelta; 05 de mayo de 1963 | Real Jaén C. F. | 0:1 (Global 0:3) | Sevilla C. F. |  |  |

| Ida; 27 de abril de 1963 | C. D. Mestalla | 3:2 | R. C. D. Mallorca |  |  |

| Vuelta; 05 de mayo de 1963 | R. C. D. Mallorca | 0:5 (Global 2:8) | C. D. Mestalla |  |  |

| Ida; 28 de abril de 1963 | Deportivo Alavés | 1:0 | C. D. Málaga |  |  |

| Vuelta; 05 de mayo de 1963 | C. D. Málaga | 2:0 (Global 2:1) | Deportivo Alavés |  |  |

| Ida; 28 de abril de 1963 | Sevilla Atlético C. | 0:3 | C. Atlético de Bilbao |  |  |

| Vuelta; 05 de mayo de 1963 | C. Atlético de Bilbao | 4:2 (Global 7:2) | Sevilla Atlético C. |  |  |

| Ida; 28 de abril de 1963 | Real Zaragoza C. D. | 4:1 | C. D. San Fernando |  |  |

| Vuelta; 05 de mayo de 1963 | C. D. San Fernando | 1:4 (Global 2:8) | Real Zaragoza C. D. |  |  |

| Ida; 28 de abril de 1963 | Valencia C. F. | 8:1 | C. D. Eldense |  |  |

| Vuelta; 05 de mayo de 1963 | C. D. Eldense | 1:0 (Global 2:8) | Valencia C. F. |  |  |

| Ida; 28 de abril de 1963 | C. F. Barcelona | 3:1 | Real Murcia C. F. |  |  |

| Vuelta; 05 de mayo de 1963 | Real Murcia C. F. | 1:0 (Global 2:3) | C. F. Barcelona |  |  |

| Ida; 28 de abril de 1963 | C. D. Tenerife | 4:2 | C. Atlético Osasuna |  |  |

| Vuelta; 05 de mayo de 1963 | C. Atlético Osasuna | 2:1 (Global 4:5) | C. D. Tenerife |  |  |

| Ida; 28 de abril de 1963 | Real Sociedad de F. | 0:3 | Real Oviedo C. F. |  |  |

| Vuelta; 05 de mayo de 1963 | Real Oviedo C. F. | 1:1 (Global 4:1) | Real Sociedad de F. |  |  |

| Ida; 28 de abril de 1963 | U. D. Las Palmas | 0:1 | Real Betis Balompié |  |  |

| Vuelta; 05 de mayo de 1963 | Real Betis Balompié | 4:1 (Global 5:1) | U. D. Las Palmas |  |  |

| Ida; 28 de abril de 1963 | Hércules C. F. | 2:3 | C. Atlético de Madrid |  |  |

| Vuelta; 05 de mayo de 1963 | C. Atlético de Madrid | 4:0 (Global 7:2) | Hércules C. F. |  |  |

| Ida; 28 de abril de 1963 | Granada C. F. | 0:3 | Real Madrid C. F. |  |  |

| Vuelta; 04 de mayo de 1963 | Real Madrid C. F. | 3:0 (Global 6:0) | Granada C. F. |  |  |

| Ida; 28 de abril de 1963 | Real Gijón | 2:1 | Real Valladolid Deportivo |  |  |

| Vuelta; 05 de mayo de 1963 | Real Valladolid Deportivo | 2:1 | Real Gijón |  |  |

| Desempate; 07 de mayo de 1963 | Real Gijón | 1:2 (Global 4:5) | Real Valladolid Deportivo |  |  |

| Ida; 28 de abril de 1963 | R. C. D. Coruña | 0:0 | Levante U. D. |  |  |

| Vuelta; 05 de mayo de 1963 | Levante U. D. | 1:1 | R. C. D. Coruña |  |  |

| Desempate; 07 de mayo de 1963 | R. C. D. Coruña | 1:3 (Global 2:4) | Levante U. D. |  |  |

| Ida; 28 de abril de 1963 | C. D. Cartagena | 2:2 | Elche C. F. |  |  |

| Vuelta; 05 de mayo de 1963 | Elche C. F. | 2:2 | C. D. Cartagena |  |  |

| Desempate; 07 de mayo de 1963 | C. D. Cartagena | 0:1 (Global 4:5) | Elche C. F. |  |  |

| Ida; 28 de abril de 1963 | Cádiz C. F. | 1:2 | Córdoba C. F. |  |  |

| Vuelta; 05 de mayo de 1963 | Córdoba C. F. | 3:1 (Global 5:2) | Cádiz C. F. |  |  |

## Octavos de final

### Cuadro
| Equipo 1                  | Agr. | Equipo 2            | Ida | Vuelta | 3er partido |
| ------------------------- | ---- | ------------------- | --- | ------ | ----------- |
| C. Atlético de Madrid     | 3-0  | Córdoba C. F.       | 2-0 | 1-0    |             |
| Elche C. F.               | 6-7  | C. F. Barcelona     | 4-1 | 1-4    | 1-2         |
| Real Valladolid Deportivo | 4-2  | C. D. Mestalla      | 4-1 | 0-1    |             |
| C. D. Tenerife            | 2-3  | Valencia C. F.      | 1-0 | 1-3    |             |
| Real Oviedo C. F.         | 2-4  | C. D. Málaga        | 1-1 | 1-3    |             |
| Levante U. D.             | 2-7  | Real Madrid C. F.   | 1-4 | 1-3    |             |
| C. Atlético de Bilbao     | 3-4  | Real Zaragoza C. D. | 1-0 | 0-1    | 2-3         |
| Real Betis Balompié       | 3-2  | Sevilla C. F.       | 2-1 | 1-1    |             |

### Partidos
| Ida; 11 de mayo de 1963 | C. Atlético de Madrid | 2:0 | Córdoba C. F. |  |  |

| Vuelta; 19 de mayo de 1963 | Córdoba C. F. | 0:1 (Global 0:3) | C. Atlético de Madrid |  |  |

| Ida; 12 de mayo de 1963 | Elche C. F. | 4:1 | C. F. Barcelona |  |  |

| Vuelta; 19 de mayo de 1963 | C. F. Barcelona | 4:1 | Elche C. F. |  |  |

| Desempate; 21 de mayo de 1963 | Elche C. F. | 1:2 (Global 6:7) | C. F. Barcelona |  |  |

| Ida; 12 de mayo de 1963 | Real Valladolid Deportivo | 4:1 | C. D. Mestalla |  |  |

| Vuelta; 18 de mayo de 1963 | C. D. Mestalla | 1:0 (Global 2:4) | Real Valladolid Deportivo |  |  |

| Ida; 12 de mayo de 1963 | C. D. Tenerife | 1:0 | Valencia C. F. |  |  |

| Vuelta; 19 de mayo de 1963 | Valencia C. F. | 3:1 (Global 3:2) | C. D. Tenerife |  |  |

| Ida; 12 de mayo de 1963 | Real Oviedo C. F. | 1:1 | C. D. Málaga |  |  |

| Vuelta; 19 de mayo de 1963 | C. D. Málaga | 3:1 (Global 4:2) | Real Oviedo C. F. |  |  |

| Ida; 12 de mayo de 1963 | Levante U. D. | 1:4 | Real Madrid C. F. |  |  |

| Vuelta; 19 de mayo de 1963 | Real Madrid C. F. | 3:1 (Global 7:2) | Levante U. D. |  |  |

| Ida; 12 de mayo de 1963 | C. Atlético de Bilbao | 1:0 | Real Zaragoza C. D. |  |  |

| Vuelta; 19 de mayo de 1963 | Real Zaragoza C. D. | 1:0 | C. Atlético de Bilbao |  |  |

| Desempate; 21 de mayo de 1963 | C. Atlético de Bilbao | 2:3 (Global 3:4) | Real Zaragoza C. D. |  |  |

| Ida; 12 de mayo de 1963 | Real Betis Balompié | 2:1 | Sevilla C. F. |  |  |

| Vuelta; 19 de mayo de 1963 | Sevilla C. F. | 1:1 (Global 2:3) | Real Betis Balompié |  |  |

## Cuartos de final

### Cuadro
| Equipo 1                  | Agr. | Equipo 2            | Ida | Vuelta | 3er partido |
| ------------------------- | ---- | ------------------- | --- | ------ | ----------- |
| Valencia C. F.            | 5-1  | C. D. Málaga        | 5-1 | 0-0    |             |
| C. Atlético de Madrid     | 1-2  | Real Zaragoza C. D. | 1-0 | 0-2    |             |
| Real Betis Balompié       | 3-5  | Real Madrid C. F.   | 1-0 | 2-3    | 0-2         |
| Real Valladolid Deportivo | 3-5  | C. F. Barcelona     | 2-1 | 1-4    |             |

### Partidos
| Ida; 25 de mayo de 1963 | Valencia C. F. | 5:1 | C. D. Málaga |  |  |

| Vuelta; 01 de junio de 1963 | C. D. Málaga | 0:0 (Global 1:5) | Valencia C. F. |  |  |

| Ida; 26 de mayo de 1963 | C. Atlético de Madrid | 1:0 | Real Zaragoza C. D. |  |  |

| Vuelta; 02 de junio de 1963 | Real Zaragoza C. D. | 2:0 (Global 2:1) | C. Atlético de Madrid |  |  |

| Ida; 26 de mayo de 1963 | Real Betis Balompié | 1:0 | Real Madrid C. F. |  |  |

| Vuelta; 02 de junio de 1963 | Real Madrid C. F. | 3:2 | Real Betis Balompié |  |  |

| Desempate; 05 de junio de 1963 | Real Betis Balompié | 0:2 (Global 3:5) | Real Madrid C. F. |  |  |

| Ida; 26 de mayo de 1963 | Real Valladolid Deportivo | 2:1 | C. F. Barcelona |  |  |

| Vuelta; 01 de junio de 1963 | C. F. Barcelona | 4:1 (Global 5:3) | Real Valladolid Deportivo |  |  |

## Semifinales

### Cuadro
| Equipo 1            | Agr. | Equipo 2          | Ida | Vuelta | 3er partido |
| ------------------- | ---- | ----------------- | --- | ------ | ----------- |
| Valencia C. F.      | 3-4  | C. F. Barcelona   | 2-2 | 1-1    | 0-1         |
| Real Zaragoza C. D. | 4-3  | Real Madrid C. F. | 4-0 | 0-3    |             |

### Partidos
| Ida; 08 de junio de 1963 | Valencia C. F. | 2:2 | C. F. Barcelona |  |  |

| Vuelta; 16 de junio de 1963 | C. F. Barcelona | 1:1 | Valencia C. F. |  |  |

| Desempate; 18 de junio de 1963 | Valencia C. F. | 0:1 (Global 3:4) | C. F. Barcelona |  |  |

| Ida; 09 de junio de 1963 | Real Zaragoza C. D. | 4:0 | Real Madrid C. F. |  |  |

| Vuelta; 15 de junio de 1963 | Real Madrid C. F. | 3:0 (Global 3:4) | Real Zaragoza C. D. |  |  |

## Final
La final de la Copa del Generalísimo 1962-63 tuvo lugar el 23 de junio de 1963 en el Camp Nou de Barcelona.
| Domingo 23 de junio de 1963, 19:00 | C. F. Barcelona                     | 3:1 | Real Zaragoza C. D. | Camp Nou, Barcelona                                                 |                                                                     |
|                                    | Pereda 9' · Kocsis 18' · Zaldúa 59' |     | Villa 61'           | Asistencia: 90 000 espectadores Árbitro(s): José Luis López Zaballa | Asistencia: 90 000 espectadores Árbitro(s): José Luis López Zaballa |

|                         |
| Campeón C. F. Barcelona |
| 15.° título             |